# ZyXEL
ZyXEL Communications Corporation is een Taiwanees fabrikant van DSL-modems en andere netwerkapparatuur en is gevestigd in Hsinchu. Het bedrijf werd opgericht in 1989 als ontwikkelaar en producent van analoge modems.
Naast het in Taiwan gevestigde hoofdkantoor heeft ZyXEL vestigingen in Noord-Amerika, Europa en andere Aziatische landen. De producten worden in meer dan 150 landen op de markt gebracht, verspreid over alle werelddelen. ZyXEL werkt samen met wereldwijd opererende netwerkapparatuurverkopers, telecommunicatiebedrijven, ISP's, en andere kleine tot middelgrote ondernemingen.
ZyXEL treedt over het algemeen op als OEM-fabrikant voor ISP of systemintegrators, en fabriceert producten voor opdrachtgevers die het onder de eigen merknaam op de markt brengen.

## Geschiedenis

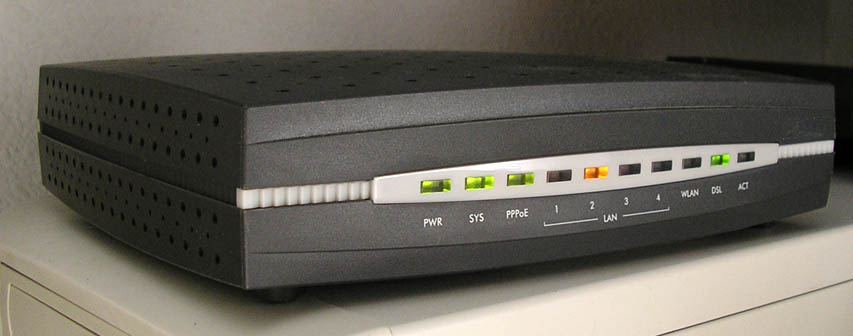
Een ZyXEL ADSL-router.

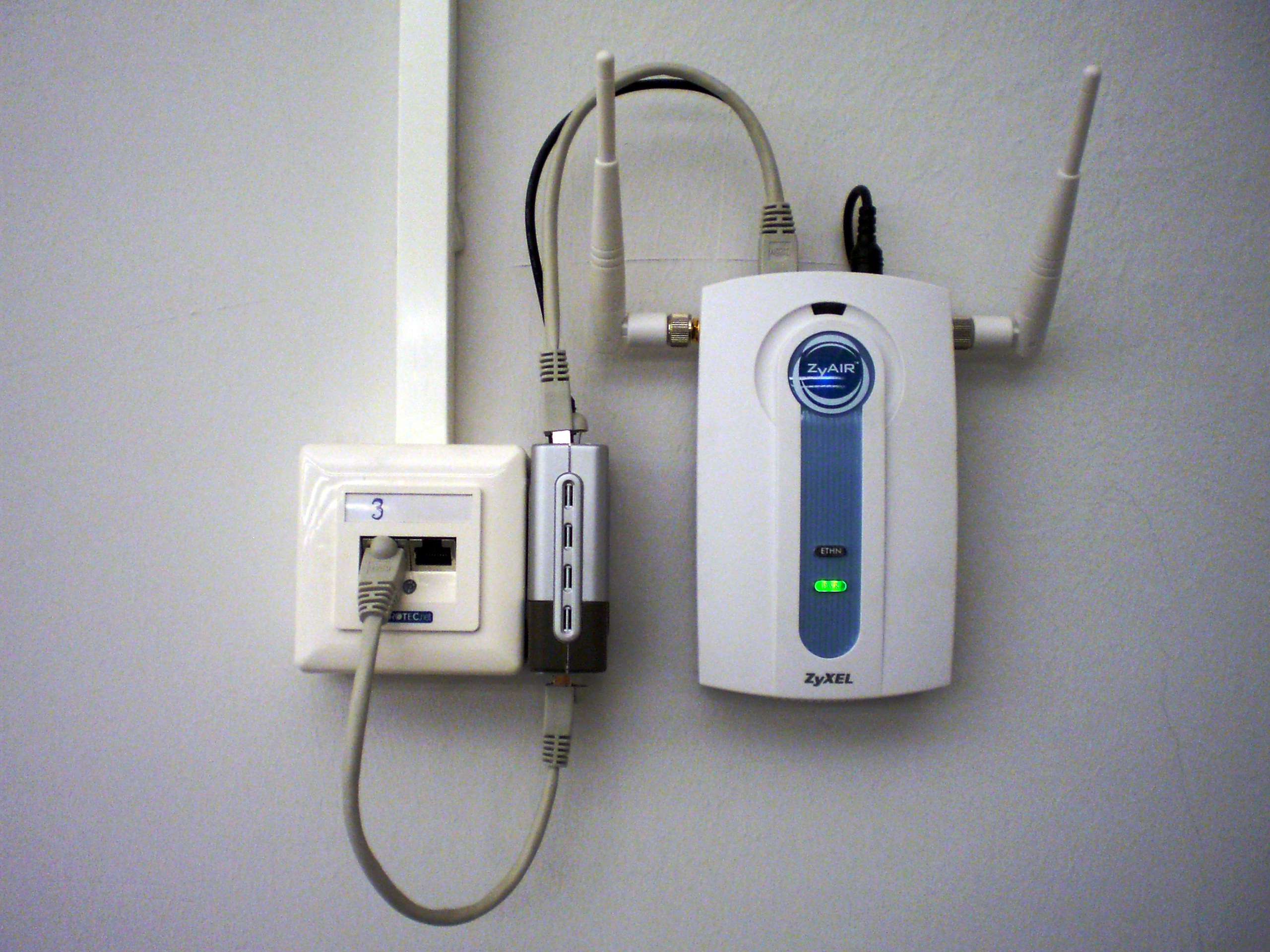
Een wireless access point.

ZyXEL werd in 1989 opgericht door Shun-I Chu en met een team van slechts vier ingenieurs werden de eerste analoge modems ontworpen. Begin jaren 90 ontwikkelde ZyXEL zich tot toonaangevend modemleverancier. Sindsdien heeft de fabrikant zich meerdere malen aangepast, in reactie op de zich snel ontwikkelende netwerkindustrie. Sinds de oprichting zijn de hoofdproductlijnen van ZyXEL verschoven van modems, ISDN-adapters en routers voor particulieren en kleine bedrijven naar een uitgebreidere reeks van netwerkoplossingen voor een ruimer gedefinieerd klantenbestand, waaronder grote ondernemingen en serviceproviders.
ZyXEL is uitgeroepen tot Taiwans groenste onderneming in het 'Clean & Green 2007 Report' van de Asian Corporate Governance Association. In 2008 en 2009 ontving ZyXEL de CSR (Corporate Social Responsibilities) Award van Global View Magazine.

## Geschiedenis van naam en uitspraak
ZyXEL is oorspronkelijk opgericht als modem-chipontwerpbedrijf en onthulde eind jaren 80 zijn eerste chipontwerp onder een Chinese naam, uitgesproken als Her-Chin, wat “mensen die heel hard samenwerken” betekent. Omdat het bedrijf voor een Aziatische beurs een Engelstalige naam moest verzinnen, werd er gesleuteld met letters. Het originele idee ZyTEL, waar TEL voor "telecommunicatie" staat, was net op de beurs al ingenomen door een ander bedrijf, en daarom werd het uiteindelijk ZyXEL. De naam betekent niet werkelijk iets, alhoewel sommigen beweren dat XEL een woordspeling is op excellence. De laatste uitdaging was vervolgens om de Chinese werknemers de naam correct te laten uitspreken. Door de naam in te voeren in een oude spraaksynthesizer (naar verluidt een Amiga) sprak deze het uit als "Zai-Cell".

## Producten
De productlijnen omvatten anno 2013 onder andere:
- Ethernetswitches
- CPE-ethernetrouters
- IP-telefonie als ATA-apparatuur en wifi-VoIP-handsets
- Netwerkbeveiligingsapparatuur als firewalls, concentrators VPN, Network en Intrusion Prevention en Detection
- ADSL, SDSL, VDSL DSLAM
- ADSL-, SDSL-, VDSL-modem/router
- ISDN-router en terminaladapters
- Analoge modems
- Kabelmodems en -routers
- Draadloze Access Points, router & bridge
- WiMAX router & cliëntkaarten
- NASsen